# Nistagmo
Nistagmo são oscilações repetidas e involuntárias rítmicas de um ou ambos os olhos em algumas ou todas as posições de mirada, podendo ser originarias de labirintites, maculopatias ou catarata congênita, albinismo, e outras causas neurológicas. Fisiologicamente, o nistagmo é um reflexo que ocorre durante a rotação da cabeça para estabilizar a imagem. O reflexo é dividido em duas fases, uma rápida e uma lenta. A fase lenta é para compensar a rotação da cabeça e a fase rápida é para reiniciar o movimento (caso contrário o olho iria atingir a borda da órbita e se manteria enquanto durasse o movimento rotacional). 
A fase lenta é gerada pelo sistema vestibular enquanto a fase rápida responde a sinais do tronco cerebral.
O nistagmo é dito patológico quando o movimento (fases rápida e lenta) ocorrem mesmo com a cabeça parada. É resultado do desbalanço do sistema vestibular alterando o tônus dos neurônios motores extra-oculares. O nistagmo patológico é um sinal clássico  de doenças do labirinto vestibular e suas conexões centrais. 
Quanto a direção do movimento dos olhos no nistagmo patológico:
Uma irritação do labirinto da orelha esquerda produz sinais que lembram os produzidos quando a cabeça é rodada para a esquerda. Assim, o movimento lento será para a direita enquanto a fase rápida será para esquerda. 
A destruição do labirinto da direita causa os mesmos sintomas que a irritação do labirinto esquerdo.

## Diagnóstico
O nistagmo é muito perceptível mas pouco reconhecido. Ele pode ser investigado clinicamente com a utilização de exames não-invasivos. O mais simples é a prova calórica, na qual um dos meatos auditivos externos é irrigado com água quente ou fria. O gradiente de temperatura provoca estimulação do nervo vestibulococlear e consequentemente o nistagmo.
O movimento resultante dos olhos pode ser registrado e quantificado por dispositivos especiais como o eletronistagmógrafo (ENG), uma forma de eletrooculografia (um método elétrico de medir os movimentos oculares usando eletrodos externos, ou o videonistagmógrafo (VNG), uma forma de videooculografia (VOG) (um método baseado em vídeo para medir os movimentos oculares usando pequenas câmeras). Cadeiras especiais que balançam também são usadas em testes para induzir o nistagmo rotatório.

## Causas
Nem sempre é patológico. O nistagmo pode ser parte do reflexo vestíbulo-ocular, em que os olhos se movem primeiro na direcção do lado lesionado (fase lenta) seguida por uma rápida correção (fase rápida) para o lado oposto.
Além disso, o uso de Ecstasy (MDMA) pode causar sua ocorrência.

## Movimento e direção
O movimento do nistagmo pode ser em um ou mais planos (horizontal, vertical ou rotatório). É o plano dos movimentos e não a direção do olhar que define a direção do nistagmo. A direção do nistagmo é definida pela direção de sua fase rápida. Ou seja, quando o olho do paciente move-se rapidamente para o lado esquerdo e depois volta lentamente para a direita, caracteriza-se como um nistagmo esquerdo (não importando se o paciente está olhando para cima, para baixo, para esquerda ou direita)